# Шелтер Ков (Калифорнија)
Шелтер Ков (енгл. Shelter Cove) насељено је место без административног статуса у америчкој савезној држави Калифорнија.

## Демографија
По попису из 2010. године број становника је 693.
| Група             | 2000.    | 2010.       |
| Белци             | 0 (0,0%) | 608 (87,7%) |
| Афроамериканци    | 0 (0,0%) | 3 (0,4%)    |
| Азијати           | 0 (0,0%) | 7 (1,0%)    |
| Хиспаноамериканци | 0 (0,0%) | 47 (6,8%)   |
| Укупно            | 0        | 693         |